# Luisa Wilson
Luisa Wilson San Román (Celaya, 5 de agosto de 2005) es una jugadora mexicana de hockey sobre hielo. El 15 de enero de 2020, Wilson se convirtió en la primera mexicana en ganar una medalla olímpica en un deporte de los Juegos Olímpicos de Invierno cuando su equipo ganó la medalla de oro en el torneo mixto femenino 3x3, durante los Juegos Olímpicos de la Juventud de Invierno 2020 en Lausana, Suiza.

## Biografía
Nació en Celaya, de madre mexicana, Laura San Román y padre canadiense, Brian Wilson. Vivió y practicó en México durante 12 años, posteriormente la familia se mudó a Canadá.
Ha jugado hockey sobre hielo desde que tenía 3 años y también practicó patinaje artístico.

## Lausanne 2020
Wilson fue seleccionada para representar a México en los Juegos Olímpicos de la Juventud de Invierno 2020, en Lausana, Suiza, en el equipo amarillo del torneo femenino de hockey sobre hielo mixto 3x3.
El día 15 de enero del 2020, junto con atletas de Austria, Bélgica, República Checa, Francia, Alemania, Italia, Países Bajos, Nueva Zelanda, Noruega, España, Corea del Sur y Suiza (país anfitrión), Wilson y su equipo derrotó al equipo negro por 6-1, logrando la medalla de oro.
Al ganar esta medalla olímpica, Wilson hizo historia en el deporte nacional, ya que ha sido la primera mexicana en ganar una presea en Juegos Olímpicos de Invierno, aunque por ser un equipo mixto, estuvo compitiendo bajo la bandera del Comité Olímpico Internacional. Después de realizados los juegos, Wilson apareció en la revista Forbes como una de las 100 mujeres más poderosas.